# Kazimierz Fajans
Kazimierz Fajans, v anglicizované podobě Kasimir Fajans (27. květen 1887, Varšava — 18. květen 1975, Ann Arbor) byl polsko-americký fyzikální chemik židovského původu.
Chemii vystudoval na univerzitách v Lipsku, Heidelbergu, Curychu a Manchesteru. V letech 1911-1935 byl ředitelem Mnichovského ústavu fyzikální chemie. Roku 1936 emigroval do USA, kde se stal profesorem na univerzitě v Michiganu. Roku 1942 se stal občanem Spojených států amerických.
Souběžně s Frederickem Soddym objevil zákon radioaktivního posuvu izotopů. Posuvová pravidla se dnes nazývají Soddyho-Fajansova pravidla. S pomocí těchto pravidel Fajans vysvětlil rozpad uranu-238, kdy vysláním nejdříve alfa částice a pak dvou beta částic vznikne nový uranový izotop, o čtyři jednotky hmotnosti lehčí, tedy uran-234. Užil též radioaktivitu v praxi, když s její pomocí posuzoval stáří nerostů.
V roce 1913, ve spolupráci s Otto Gohringem, objevil uran X2, který je dnes nazýván protaktinium-234.
Krom výzkumu radioaktivity též významně zasáhl do anorganické chemie. Fajans se zde zabýval stabilitou iontů, tedy jejich schopností zachovat si svou elektronovou konfiguraci a nepodlehnout další oxidačně-redukční změně. Fajansova pravidla této stability říkají, že ion je tím stabilnější, a) čím menší má náboj, b) čím větší je atomové číslo atomu, z něhož vzniká kation, c) čím menší je atomové číslo atomu, z něhož vzniká anion.